# Pseudocharopinus malleus
Pseudocharopinus malleus är en kräftdjursart som först beskrevs av Rudolphi 1832.  Pseudocharopinus malleus ingår i släktet Pseudocharopinus och familjen Lernaeopodidae. Inga underarter finns listade i Catalogue of Life.